# Jacques Yaméogo
Jacques Michel Yaméogo (* 24. Juli 1943 in Bobo-Dioulasso, Elfenbeinküste, heute Burkina Faso; † 20. Juni 2010 ebenda) war ein Fußballtrainer und -spieler aus dem westafrikanischen Staat Burkina Faso.
Er spielte bei Racing Club Bobo-Dioulasso, Étoile Filante Ouagadougou und US Yatenga Ouahigouya.
Nach Trainerausbildungen in Gabun und Paris erlangte er 1988 seine A-Lizenz an der Sportschule Hennef. Er betreute die U-17-Junioren bei der WM 1999 in Neuseeland und führte sie 2001 in Trinidad und Tobago zur Bronzemedaille.